# هربرت أندرسون
هربرت أندرسون (بالإنجليزية: Herbert L. Anderson)‏‏ (24 مايو 1914 في نيويورك - 16 يوليو 1988 في لوس ألاموس، نيومكسيكو) فيزيائي، وأستاذ جامعي، وعالم نووي من الولايات المتحدة.

## الجوائز
- زمالة غوغنهايم
- زمالة الجمعية الأمريكية الفيزيائية
- جائزة إنريكو فيرمي
- زميل الأكاديمية الأمريكية للفنون والعلوم